# Grodtunnel

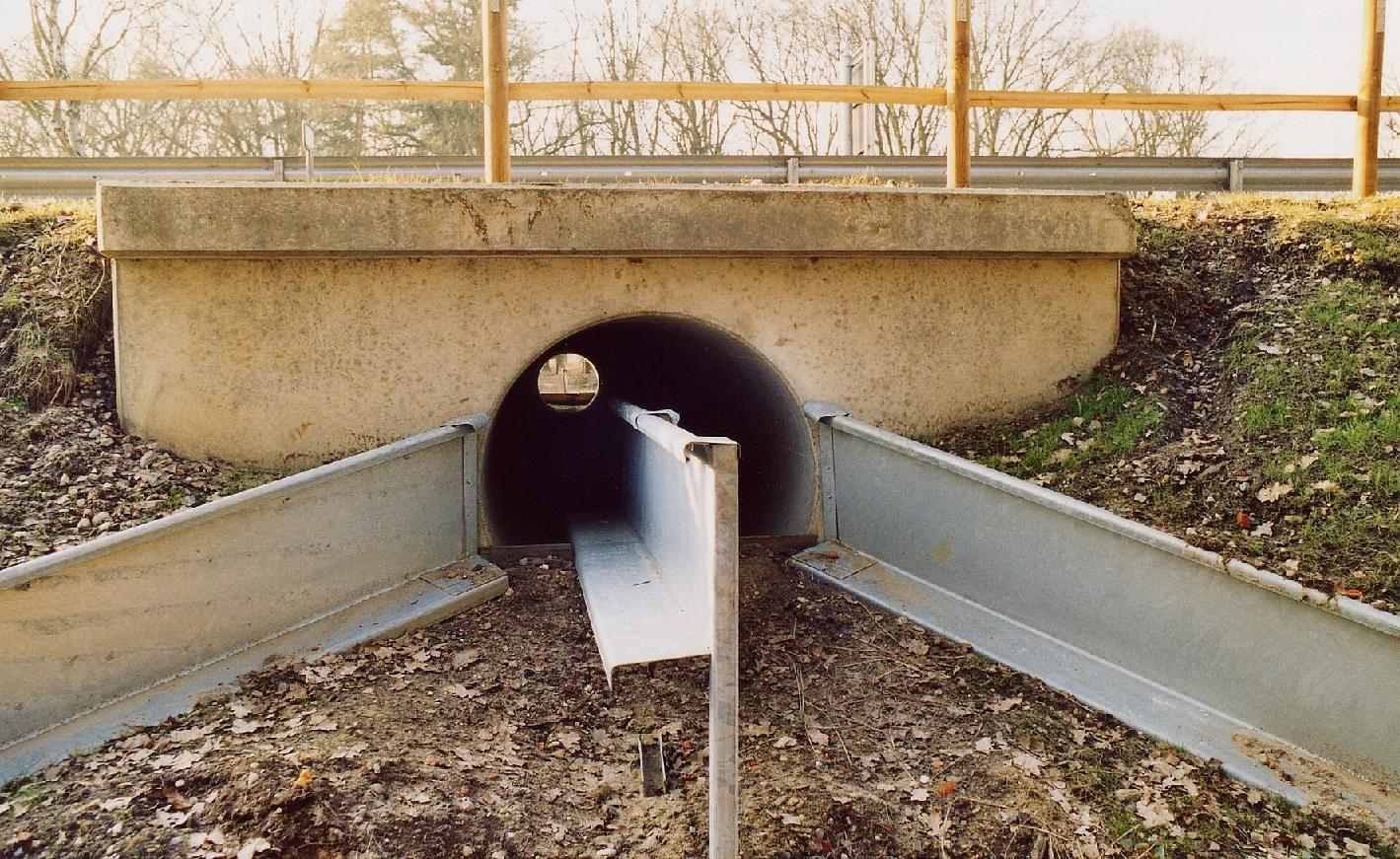
Grodtunnel i norra Tyskland.

En grodtunnel är en tunnel avsedd för grodor, som anläggs under vägar som korsar grodors vandringsstråk, för att förhindra att grodorna blir överkörda under sin vandring från till exempel övervintringsplatser till lekplatser.
Konstruktionen av tunneln ska vara minst en meter bred och på båda sidorna av tunneln anläggs ett stängsel som leder grodorna så att de hoppar in i tunneln i stället för ut på vägen. Stängslet är utformat så att grodorna inte kan gräva sig under eller hoppa över. Stängslet ger dessutom skydd mot rovfåglar när grodorna vandrar längs med stängslet. 